# Graciella pulchella
Graciella pulchella là một loài bọ cánh cứng trong họ Cerambycidae.